# 강자 (영화)
강자(The Strong Man)는 미국에서 제작된 프랑크 카프라 감독의 1926년 영화이다. 해리 랭던 등이 주연으로 출연하였고 해리 랭던 등이 제작에 참여하였다.
이 영화는 문화적, 역사적, 미적 중요성으로 인해 미국 의회도서관에 의해 미국 국립영화등기부의 보존물로 선정되었다.

## 출연

### 주연
- 해리 랭던
- 프리실라 보너

### 조연
- 거트루드 애스터
- 윌리엄 V. 몽
- 아서 탈라소
- 브룩 베네딕